# Deda (Mureș)
Deda é uma comuna romena localizada no distrito de Mureș, na região histórica da Transilvânia. A comuna possui uma área de 97.70 km² e sua população era de 4437 habitantes segundo o censo de 2007.